# Nicola Badaloni (politico 1924)
Nicola Badaloni (detto Marco) (Livorno, 21 dicembre 1924 – Livorno, 20 gennaio 2005) è stato un politico, filosofo e storico della filosofia italiano. 
Di spiccate convinzioni marxiste, è stato uno studioso di Giordano Bruno, Tommaso Campanella, Giambattista Vico, Karl Marx, Antonio Gramsci.

## La vita e lo studio
Nicola (“Marco” per gli amici e i compagni di lotta) compì gli studi presso il Liceo classico Niccolini Guerrazzi di Livorno, dove conobbe Marcella Razzauti che sposò nel 1945 e da cui ebbe, nel 1950, la figlia Claudia (Treccani). Già professore di filosofia del Liceo classico Lorenzo Costa della Spezia, all'attività di ricerca e di docenza presso l'Università di Pisa, dove è stato Preside della Facoltà di Lettere e Filosofia e ha occupato dal 1966 e per molti lustri la cattedra di Storia della filosofia, Badaloni ha affiancato un'imponente attività politica nelle file del movimento operaio, ricoprendo per molti anni la carica di sindaco di Livorno (dal 1954 al 1966), di presidente dell'Istituto Gramsci, nonché di membro del Comitato centrale del PCI. I suoi contributi storiografici, salutati fin dall'esordio dall'apprezzamento di Benedetto Croce hanno messo in luce autori considerati minori e pensatori inattuali (Niccolò Franco, Gerolamo Fracastoro, Giovanni Battista Della Porta, Herbert di Cherbury, Antonio Conti) rinnovando radicalmente, attraverso una collocazione nel contesto storico, grandi figure viste dalla storiografia idealistica precedente come immerse in una «solitudine metastorica».

## Storicismo e filosofia
Nella presentazione dell'ultima pubblicazione di Badaloni nel 2005, Remo Bodei ha sostenuto che il marxismo, lontano da ogni vulgata, conserva, per lo storico della filosofia toscano, la sua capacità di strumento di comprensione del mondo, di erogatore di energie di cambiamento, di guida per lo sviluppo di una prassi razionale, ancora validi dopo le esperienze del cosiddetto "socialismo realizzato".

Badaloni ha incessantemente ricercato un legame, nella storia, tra pensiero e azione sociale e sviluppato uno storicismo di impronta marxista che raccordasse autori lontani nel tempo (come Giordano Bruno, Gian Battista Vico, Antonio Labriola), ma accomunati dalla tensione al rinnovamento e alla trasformazione progressiva degli assetti sociali in una data situazione storica determinata. Così come c'è alterità profonda, ma non rottura senza legame, tra Hegel e Marx e similmente tra Croce e Gramsci.

## Scritti e pubblicazioni
Una documentata bibliografia dell'intensa attività storico-filosofica di Badaloni a cura di Gregorio De Paola può leggersi in:
N. Badaloni,  Inquietudini e fermenti di libertà nel Rinascimento italiano, ETS, Pisa, 2004, pp. 481-516. Il volume è una raccolta di saggi di filosofia moderna di Badaloni, pubblicati su varie riviste specialistiche e scritti in più anni (dal 1958 al 2000), con presentazioni di Remo Bodei e di Lina Bolzoni.
- tesi di laurea discussa con Cesare Luporini (nei primi mesi del 1945) sul tema Retorica e storicità in Vico.
- Appunti intorno alla fama del Bruno nei secoli XVII e XVIII, sta in Società a.14 nr.3, pag.487-519, 1958
- Introduzione a Giambattista Vico, Feltrinelli, 1961
- Marxismo come storicismo, Feltrinelli 1962, 1975
- Tommaso Campanella, Feltrinelli, 1965, pubblicato con Ernst Germana nel 1999 dall'Istituto Poligrafico dello Stato
- Antonio Conti. Un abate libero pensatore tra Newton e Voltaire, Feltrinelli, 1968
- Il marxismo italiano degli anni Sessanta, Editori Riuniti, 1971
- Labriola politico e filosofo, sta in Critica marxista, Roma, 1971, 2, pp. 16–35
- Per il comunismo. Questioni di teoria, Einaudi, 1972
- Fermenti di vita intellettuale a Napoli dal 1500 alla metà del 600, sta in AA.VV., Storia di Napoli, Società Editrice Storia di Napoli, 1972
- Cultura e vita civile tra Riforma e Controriforma, con Renato Barilli e Walter Moretti, Laterza	1973, 1982
- La storia della cultura, sta in Storia d'Italia, vol.III -(Dal primo Settecento all'Unità), Einaudi, 1973
- Il marxismo di Gramsci. Dal mito alla ricomposizione politica, Einaudi, 1975
- Libertà individuale e uomo collettivo in Gramsci, in Politica e storia in Gramsci, a cura di F. Ferri, Vol. 1, Roma, Editori Riuniti-Istituto Gramsci 1977, pp. 9–60
- Labriola, Croce e Gentile in collaborazione con il critico letterario Carlo Muscetta, Laterza 1977, 1990
- Dialettica del capitale, Editori Riuniti, 1980
- Gramsci: la filosofia della prassi, 1981, sta in Antonio Gramsci. La filosofia della prassi come previsione, in Hobsbawm, E. H. (a cura di), Storia del marxismo, Vol. III, Tomo 2, Torino, Einaudi 1981, pp. 251–340
- Teoria della società e dell'economia in A. Labriola, I e II, in Dimensioni, a.VIII, nr.26 e 27, 1983
- Forme della politica e teorie del cambiamento. Scritti e polemiche 1962-1981, ETS,1983
- Movimento operaio e lotta politica a Livorno 1900-1926, sta nel volume Democratici e socialisti nella Livorno dall'800 al 1966, (in collaborazione con F. Pieroni Bortolotti), editrice Nuova Fortezza, 1987
- Filosofia della praxis, sta in Aa.Vv., Gramsci. Le sue idee nel nostro tempo, Editrice l'Unità, 1987, pp. 94–95
- Antonio Labriola nella cultura europea dell'Ottocento, Lacaita, 1988
- Il problema dell'immanenza nella filosofia politica di Antonio Gramsci, Quaderni della Fondazione Istituto Gramsci Veneto, Venezia, Arsenale Editrice 1988
- Giordano Bruno. Tra cosmologia ed etica, De Donato, 1988
- Laici credenti all'alba del moderno. La linea Herbert-Vico, Le Monnier-Mondadori, 2004
- Inquietudini e fermenti di libertà nel Rinascimento italiano, Edizioni ETS, Pisa, 2005

Nicola Badaloni è inoltre coautore di due importanti manuali:
- Storia della pedagogia, (con D.Bertoni Jovine), vv.3, Laterza, 1966
- Il pensiero filosofico. Storia. Testi. Per le Scuole superiori, con Ornella Pompeo Faracovi, Carlo Signorelli Editore, 1992